# The Autumn Stone
The Autumn Stone è un album raccolta del gruppo rock britannico Small Faces, pubblicato nel 1969 su doppio LP dalla Immediate Records.

## Tracce
Disco 1
1. Here Come the Nice
2. The Autumn Stone
3. Collibosher
4. All or Nothing (live)
5. Red Balloon
6. Lazy Sunday
7. Call It Something Nice
8. I Can't Make It
9. Afterglow (Of Your Love) (alternate version)
10. Sha-La-La-La-Lee
11. The Universal

Disco 2
1. Rollin' Over (live)
2. If I Were A Carpenter (live)
3. Every Little Bit Hurts (live)
4. My Mind's Eye
5. Tin Soldier (live)
6. Just Passing
7. Itchycoo Park
8. Hey Girl
9. Wide Eyed Girl On The Wall
10. Whatcha Gonna Do About It
11. Wham Bam Thank You Mam (Alternate Mix)

## Formazione
- Steve Marriott - voce, chitarra, armonica
- Ronnie Lane - voce, chitarra, basso
- Kenney Jones - batteria
- Ian McLagan - tastiere, chitarra, basso, voce
- Jimmy Winston - voce, tastiere